# Hucisko (Przysucha)
Pour les articles homonymes, voir Hucisko.
Hucisko (prononciation : [xuˈt͡ɕiskɔ]) est un village polonais de la gmina de Przysucha dans le powiat de Przysucha de la voïvodie de Mazovie dans le centre-est de la Pologne.

## Histoire
De 1975 à 1998, le village appartenait administrativement à la voïvodie de Radom.